# Lake Disney

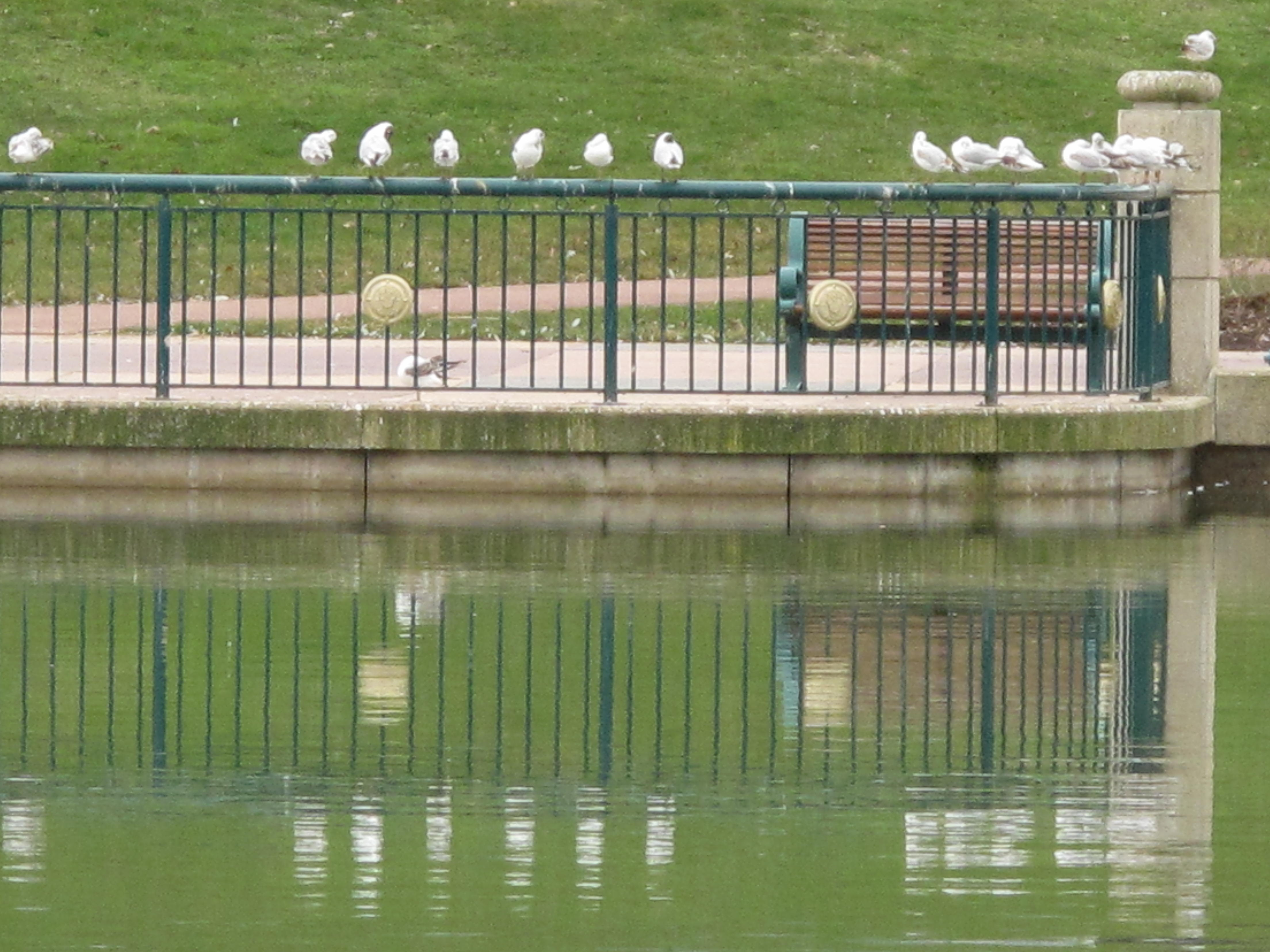
Meeuwen aan de rand van Lake Disney

Lake Disney is een kunstmatig meer in Disneyland Paris. Het wordt omringd door drie Disneyhotels (Sequoia Lodge, Newport Bay Club en Hotel New York) en door Disney Village. Vroeger stond het bekend als Lake Buena Vista.
Het is er mogelijk om met radiografisch bestuurbare boten en kano's te varen.
Jaarlijks vindt in november, in de week tussen het Halloween-seizoen en de Kerstperiode een grote vuurwerkshow plaats op Lake Disney.